# Pennapiedimonte
Pennapiedimonte (La Pànne in dialetto pennese, La Pènne in abruzzese) è un comune italiano di 391 abitanti della provincia di Chieti, in Abruzzo. Fa parte del Parco nazionale della Maiella ed è stata sede della Comunità montana della Maielletta fino alla sua soppressione.

## Geografia fisica
L'abitato di Pennapiedimonte sorge alle pendici del versante orientale della Maiella. Il suo territorio si estende per 47,2 km², da un'altitudine minima di 255 m s.l.m., presso contrada Laio, a una massima di 2.676 sul Monte Focalone, con un dislivello di ben 2.400 metri. Il centro cittadino si trova a una quota di 669 m s.l.m., adagiato su un ripido costone che scende a picco sulla valle del fiume Avello. Le abitazioni, in parte scavate nella roccia, sono realizzate in pietra locale e sono collegate tramite gradinate o strette vie, spesso percorribili solo a piedi.

## Storia
Tracce di occupazione del territorio risalenti al V e VI secolo a.C. sono state attestate durante alcuni scavi archeologici (scoperta di antiche tombe) in contrada Fontana. Nel III secolo a.C. il settore fu assoggettato ai romani che, si pensa, vi abbiano costruito una torre di guardia, ancora in piedi, ma agglomerata al nucleo abitativo e dunque di difficile interpretazione. Si è creduto erroneamente che il nome fosse attestato da Silio Italico che avrebbe evocato il borgo nel suo racconto delle guerre puniche, riferendosi ad esso come "Pinna", ma questa è una confusione con il comune di Penne vicino a Chieti. Il testo latino è chiaro e non si riferisce ad Avello ma ad Aveia, che insieme a Penne e Peltuinum formava la Lega vestina.  L'antica Pinna fu appollaiato all'inizio delle gole dell'Avella e comprendeva i borghi di "Famocchiano" (da "Fanulum Jani", cioè il tempietto di Giano), contrada sita sulla strada per Guardiagrele ed Ugno (da omnium = contrada di tutti) contrada sita sulla strada per Palombaro.
La parte bassa del paese viene chiamata "Castello" anche se, effettivamente, non ve n'è mai stato costruito uno perché il paese fu considerato "Castellum natura munitum" fino al Medioevo quando molte borgate del paese scomparvero eccetto Penna (l'odierna Pennapiedimonte) per via di molte frane, serroni e calanchi, così centri come Famocchiano, Ugno, Civitas Pinnae e Borgo Lucina man mano si spopolarono. Qualche tempo dopo nel 1400-1500 la gente del luogo incominciò a creare nuove borgate e nuovi casolari con chiesette, cappelline ed altari, delle quali, qualcuna sorse sui ruderi di alcuni templi pagani, altre furono fondate sulla nuda terra. Ma, dopo qualche secolo, anche queste borgate furono abbandonate e si disgregarono, solo il centro di Pennapiedimonte rimase in piedi.

### Simboli
Lo stemma e il gonfalone del comune di Pennapiedimonte sono stati concessi con decreto del presidente della Repubblica del 10 aprile 1954.
Nel gonfalone lo stemma si trova al centro di un drappo azzurro.

## Monumenti e luoghi d'interesse

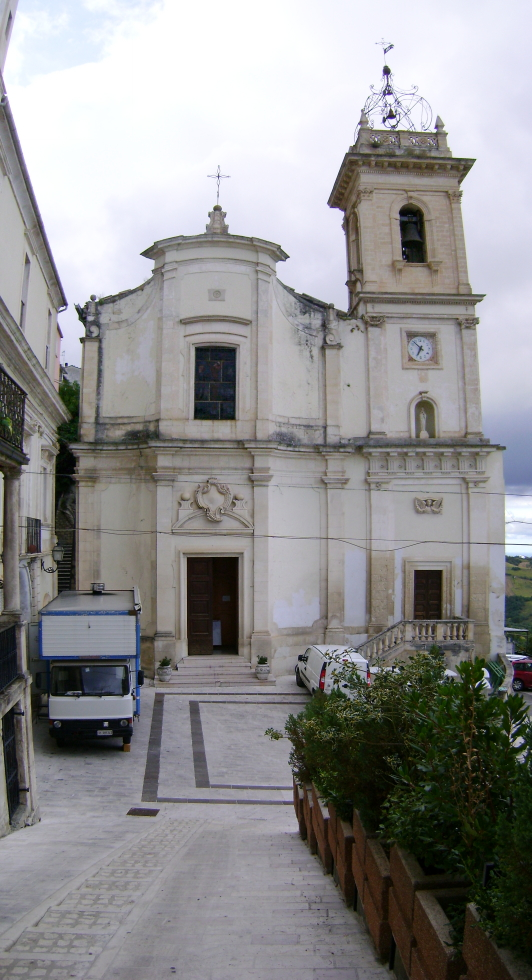
San Silvestro e Rocco

- La chiesa dei Santi Silvestro e Rocco. Edificata agli inizi del XVIII secolo in stile barocco, presenta una facciata bianca affiancata da un campanile. All'interno, in una nicchia dell'abside, è custodita una statuetta della Vergine Maria, proveniente dall'abbazia medievale di Santa Maria dell'Avella, ormai ridotta allo stato di rudere. Vi sono inoltre un Crocifisso su tavola del XV secolo e una pala d'altare dei Cinquecento, oltre ad alcune tele settecentesche. Conserva anche alcuni lavori in pietra realizzati da scultori locali, quali il fonte battesimale di Guglielmo Giuliante, l'altare e il leggio di Pierino De Virgiliis[13].
- Il "Cimirocco", (termine locale che significa "ai piedi del monte" dato che è sito ai piedi della Maiella. Trattasi di uno sperone roccioso o "Pinna" che si trova in località Balzolo a 705 m s.l.m. che sembra una donna seduta con la testa abbassata con qualcosa sulle braccia. Qualcuno vuole identificare tale donna con la dea Maja che passando in zona perse il figlio Mercurio.[8][14]
- Il Vallone di Penna o il Vallone delle tre Grotte. Grande Valle ove, secondo la stessa leggenda, la dea Maja venne a seppellirvi il bambino perso.[8][15]
- La torre romana, sita presso piazza Guido Giuliante. La torre servì come piazzaforte e come ufficio di comando, magazzino ed osservatorio.[9] Attualmente, al suo interno vi è il museo sulla necropoli italica.[8]
- La Fonte medievale monumentale sita in contrada Fontana. In passato le donne di Pennapiedimonte venivano a lavarvi e stendere il bucato. Fino al 1927-28 tale fontana era l'unico approvvigionamento idrico del paesello abruzzese.[16] Consta di quattro cannelle e di un loggiato ad "L" con pilastri poggianti su archi a tutto sesto. L'ingresso del loggiato consta di timpano.[17]
- Durante dei lavori per la creazione di un circolo di tennis vennero trovate, nel 1982, delle tombe risalenti al V-IV secolo a.C. Le tombe sono realizzate con delle lastre di pietra rifinite. Le tombe hanno riportato alla luce dei corredi funebri sia maschili che femminili tra cui un cinturone di bronzo, una lancia ed altri oggetti di un capotribù. Questi oggetti ora si trovano al Museo Archeologico di Chieti ed al museo della necropoli italica di Pennapiedimonte. Innumerevoli altri oggetti, da scavi clandestini di contadini, sono andati irrimediabilmente persi.[8]
- Le case rupestri, monumento nazionale dal 1970
- Nei dintorni, la Riserva naturale statale Feudo Ugni

## Società

### Evoluzione demografica
Abitanti censiti

### Etnie e minoranze straniere
Al 31 dicembre 2013, i residenti stranieri a Pennapiedimonte sono 94, composti in larga parte da rumeni.
Per promuovere l'integrazione dei nuovi cittadini, l'amministrazione comunale del sindaco Vincenzo Carideo ha promosso, nel 2007, il Progetto di Integrazione per i cittadini dei nuovi Paesi dell'Unione Europea, con cui si è provveduto a finanziare il viaggio dei circa 45 rumeni giunti nel paese e nel quale si è trovato un lavoro a quasi tutti gli adulti nel settore dell'agricoltura e dell'edilizia.

## Amministrazione
| Periodo        | Periodo          | Primo cittadino     | Partito                                                              | Carica  | Note          |
| -------------- | ---------------- | ------------------- | -------------------------------------------------------------------- | ------- | ------------- |
| 23 aprile 1995 | 13 giugno 1999   | Carmine Di Santo    | Lista civica di Centro                                               | Sindaco | [ 21 ]        |
| 14 giugno 1999 | 7 giugno 2009    | Vincenzo Carideo    | Lista civica di Centro-sinistra (1999-2004) Lista civica (2004-2009) | Sindaco | [ 22 ] [ 23 ] |
| 8 giugno 2009  | 26 maggio 2019   | Giuseppe Di Giorgio | Lista civica Uniti per rinascere                                     | Sindaco | [ 24 ] [ 25 ] |
| 27 maggio 2019 | 21 dicembre 2021 | Levino Di Placido   | Lista civica Il Cambiamento                                          | Sindaco |               |